# Kult ov Azazel
Kult ov Azazel es una banda estadounidense de black metal, más conocida como Azazel, formada en Fort Lauderdale, Florida en 1999.

## Historia
Formado por Xaphan y Xul en 1999, bajo el nombre de Azazel, la banda realizó un promocional titulado Forever Heaven Gone y un MCD titulado Order of the fly. Azazel comenzó tocando en conciertos en el estado de Florida. Después de que su baterista original renunciara, Azazel rota bateristas, eventualmente dejando en su formación a uno conocido como Hellspawn. En el año 2000, graban un CD doble con la banda de black metal Krieg y la banda cambió su nombre al actual, Kult Ov Azazel. Ese mismo mes, ellos realizan un disco promocional, titulado Of Evil and Hatred. Ellos firmaron con Arctic Music. Hellspawn sale de la banda y Vetis se convierte en su baterista para los conciertos. Luego la banda graba su primer LP, Triumph of Fire, aún sin baterista. En el año 2001, la banda incorpora a un baterista permanente, Hammer, y un segundo guitarrista, Nocturath, en su alineación y de esta forma realizan Oculus Infernum. Pero Nocturath pronto sería remplazado por VJS, apareciendo primera vez con el grupo en el año 2004. En noviembre del mismo año, Kult Ov Azazel se embarcó en la gira The Swarm of Eternal Blackness, una exitosa gira en la costa occidental, y grabó las pistas para dos discos, Feast of Sacrilegious Impurity y Through War or Suicide. En febrero del 2005, la banda entró en los estudios Mana en Tampa, Florida, y grabó The World, The Flesh & The Devil, completando otra vez una exitosa gira en la costa este. En 2006, VJS fue remplazado por Necrol. Con esta alineación Kult Ov Azazel apareció en el sexto Festival Sacrifice of the Nazarene Child (Sacrificio del hijo Nazareno), Night of the Black Pentecost y en un espectáculo en Ft. Lauderdale, Florida, abriendo la gira Monotheist de Celtic Frost. Durante el verano del 2007, Kult Ov Azazel volvió a su forma original manteniendo el núcleo de la banda en 3 piezas, utilizando miembros de sesión en vivo para rellenarla. En este momento, VJS se reunió con la banda como miembro de sesión. En septiembre del 2007, otro guitarrista de sesión, conocido como Valac, fue añadido en la formación, que apareció por primera vez con la banda en el festival del equinoccio de otoño (Autumn Equinox Festival). Se dice que algunos de los miembros de Kult Ov Azazel pertenecen a la Iglesia de Satán

## Miembros

### Miembros actuales
- Xul - Bajo, Vocalista (1999-)
- Xaphan - Guitarra, Vocalista (1999-)
- Hammer - Batería (2001-)

### Miembros para sesiones en vivo
- Necrol - Guitarra (2006-)
- Valac - Guitarra (2007-)

### Miembros anteriores
- VJS - Guitarra (2004-2005), Batería (2007, Festival del Equinoccio de Otoño ("Autumn Equinox Festival"))
- Imperial - Vocalista (2007, Festival del Equinoccio de Otoño ("Autumn Equinox Festival")
- MCoken - Bajo (2007, Festival del Equinoccio de Otoño ("Autumn Equinox Festival"))
- Vetis - Batería (2000-2001)

### Miembros originales
- Nocturath - Guitarra (2002-2003)
- Hellspawn - Batería (1999-2000)
- Von - Batería (1999)

## Discografía

### LP
- Triumph of Fire (2001)
- Order of the Fly (Reeditado, miniCD 2000/vinyl 2003)
- Assaulting the Masses (Álbum en vivo, 2003)
- Oculus Infernum (2003)
- Black Mass Consecration (Compilación, 2004)
- The World, the Flesh, & the Devil (2005)

### Demos, EP, y Splits
- Forever Heaven Gone (1999, como Azazel)
- Order of the Fly (1999, como Azazel)
- Of Evil and Hatred (2000)
- Gather Against Humanity (Split con Obitus, Humanicide, and ThyLord, 2001)
- Kult Ov Azazel/Krieg (Split con Krieg, 2001)
- Satan's Blood/Kult ov Azazel (Split EP con Satan's Blood, 2003)
- Grandaevus Dæmonum (2003)
- Through War or Suicide (Split con Horn of Valere, 2005)
- Feast of Sacrilegious Impurity (Split con Vrolok, 2006)